# براندان كانون
براندان كانون (بالإنجليزية: Brendan Cannon)‏ هو لاعب اتحاد الرغبي أسترالي، ولد في 5 أبريل 1973 في بريزبان في أستراليا.

## وصلات خارجية
- براندان كانون عل موقع إسبنسكروم (الإنجليزية)
- براندان كانون على موقع ItsRugby.co.uk (الإنجليزية)
- براندان كانون على موقع اللجنة الأولمبية الأسترالية (الإنجليزية)